# سیارک ۴۵۷۲
سیارک ۴۵۷۲ (به انگلیسی: 4572 Brage، نامگذاری:1986RF) چهار هزار و پانصد و هفتاد و دومین سیارک کشف شده‌است که در ۸ سپتامبر ۱۹۸۶ کشف شد.
قدر مطلق سیارک برابر ۱۲٫۸۰ است.